# Szumowo (gmina)
Szumowo – gmina wiejska w województwie podlaskim, w powiecie zambrowskim. W latach 1975–1998 gmina położona była w województwie łomżyńskim.
Siedziba gminy to Szumowo.

## Struktura powierzchni
Według danych z roku 2002 gmina Szumowo ma obszar 141,15 km², w tym:
- użytki rolne: 70%
- użytki leśne: 24%

Gmina stanowi 19,25% powierzchni powiatu.

## Demografia
Według Powszechnego Spisu Ludności z 1921 roku gminę zamieszkiwało 4.435 osoby, 3.966 było wyznania rzymskokatolickiego, 10 prawosławnego, 239 ewangelickiego a 220 mojżeszowego. Jednocześnie 3966 mieszkańców zadeklarowało polską przynależność narodową, 234 niemiecką, 195 żydowską, 9 rosyjską a 1 rusińską. Było tu 699 budynków mieszkalnych. 
Według danych z 30 czerwca 2004 gminę zamieszkiwało 4876 osób. 

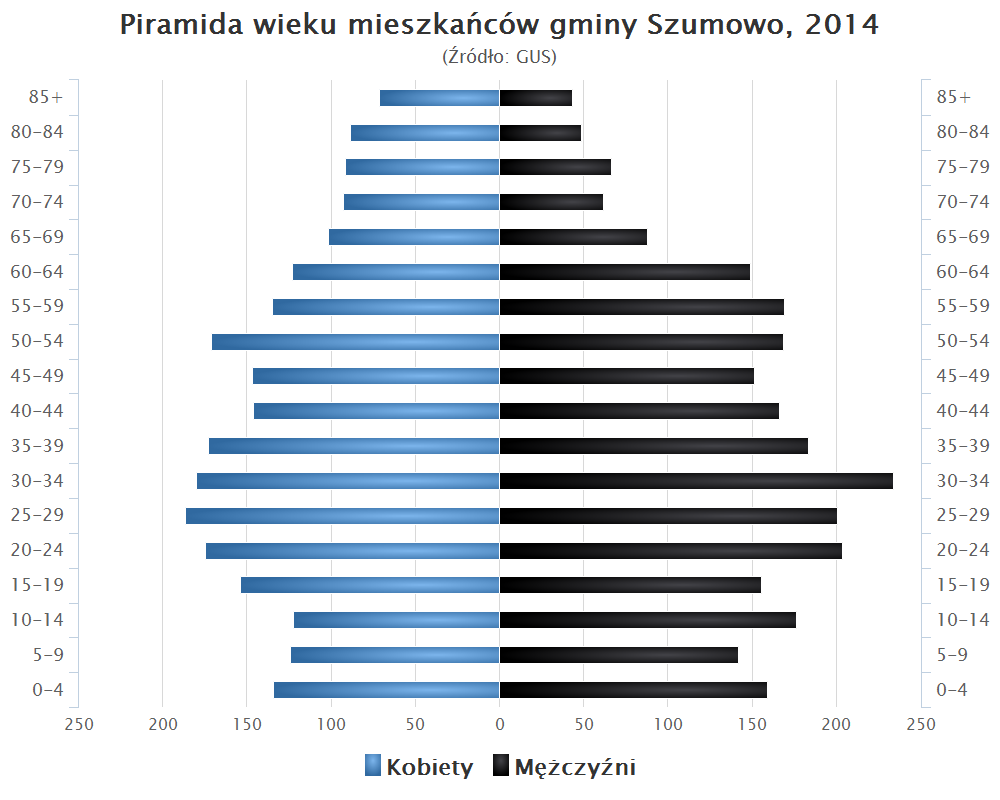
Piramida wieku mieszkańców gminy Szumowo w 2014 roku

Dane z 31 grudnia 2017 roku:
| Opis                              | Ogółem | Ogółem | Kobiety | Kobiety | Mężczyźni | Mężczyźni |
| --------------------------------- | ------ | ------ | ------- | ------- | --------- | --------- |
| jednostka                         | osób   | %      | osób    | %       | osób      | %         |
| populacja                         | 4 866  | 100    | 2 359   | 48,5    | 2 507     | 51,5      |
| gęstość zaludnienia (mieszk./km²) | 35     | 35     | 17      | 17      | 18        | 18        |

## Sołectwa
Głębocz Wielki, Kaczynek, Kalinowo, Krajewo-Budziły, Łętownica, Ostrożne, Paproć Duża, Paproć Mała, Pęchratka Polska (Pęchratka Polska I, Pęchratka Polska II), Radwany-Zaorze, Rynołty, Srebrna (Srebrna I. Srebrna II), Srebrny Borek, Stryjki, Szumowo, Wyszomierz Wielki, Zaręby-Jartuzy, Żabikowo Prywatne, Żabikowo Rządowe.
Miejscowość bez statusu sołectwa: Mroczki-Stylongi.

## Sąsiednie gminy
Andrzejewo, Ostrów Mazowiecka, Stary Lubotyń, Śniadowo, Zambrów